# Perinaldo
Perinaldo là một đô thị ở tỉnh Imperia trong vùng Liguria, tọa lạc khoảng 120 km về phía tây nam của Genova và khoảng 30 km về phía tây của Imperia. Tại thời điểm ngày 31 tháng 12 năm 2004, đô thị này có dân số 867 người và diện tích là 21 km².
Đô thị Perinaldo có các frazioni (các đơn vị cấp dưới, chủ yếu là các làng) Negi and Suseneo.
Perinaldo giáp các đô thị sau: Apricale, Bajardo, Dolceacqua, San Biagio della Cima, Sanremo, Seborga, Soldano, và Vallebona.